# Ricarda Huch
Ricarda Huch (née le 18 juillet 1864 à Brunswick et morte le 17 novembre 1947 à Schönberg-im-Taunus, auj. faubourg de Kronberg) est une historienne et poétesse allemande qui s'est surtout intéressée à l'histoire des périodes révolutionnaires. Elle publiait ses livres sous le pseudonyme de Richard Hugo.
L’œuvre littéraire de Ricarda Huch est extrêmement variée, tant du point de vue thématique (poésie, romans, essais historiques) que stylistique. Elle débuta dans la veine poétique, écrivit ensuite de plus en plus de romans et d'essais historiques.

## Biographie
Fille de commerçants, elle travaille pendant quelques années comme simple bibliothécaire à Zurich, ville où elle soutient en 1892 une thèse de doctorat en histoire. Elle y rencontre Marie Baum, qui prépare un doctorat en chimie et avec qui elle lie une longue amitié. Elle enseigne ensuite à Brême. Elle connaît la célébrité par une pièce de théâtre, Evoë (Berlin, 1892) et ses poèmes puis dans les années 1910, elle se consacre plus particulièrement aux histoires nationales italienne, allemande et russe. Elle collabore à la revue Ver sacrum. Ses romans historiques sont des biographies teintées de psychologie, comme ceux consacrés à Michel Bakounine et Federico Confalonieri. Cette œuvre en prose exerça une influence profonde sur Golo Mann.
Après l'accession au pouvoir de Hitler, elle se rebella contre le serment d'allégeance imposé aux académiciens par le nouveau régime, affirmant qu'elle « désapprouvait fondamentalement plusieurs des initiatives du nouveau régime. » Par solidarité avec Alfred Döblin qui venait d'être exclu de l’Académie prussienne des beaux-arts par son président Max von Schillings, elle fut la première académicienne à démissionner, au printemps 1933 ; mais les autorités nazies ne donnèrent aucune publicité à l'affaire. Dans sa lettre de démission elle écrivait : « Ce que l'actuel gouvernement prône comme valeurs nationales n'est pas ma conception de la germanité. Le centralisme, l'usage de la force, les méthodes brutales, l'opprobre jeté sur l'opposition, l'auto-glorification sont désastreux ».
Ses travaux sur l'histoire du Risorgimento et l’unification italienne sous l'égide de Garibaldi lui assurèrent une réputation durable en Italie, et jusque sous le fascisme. La faveur des autorités de ce pays lui épargna la persécution des nazis, dont elle critiquait ouvertement le régime. Du reste, le comportement des nouvelles autorités de l'Allemagne envers elle demeura ambigu : elle reçut un télégramme de félicitation de Goebbels et d’Hitler pour son 80e anniversaire, mais la presse n'en dit rien.
Sa monumentale Histoire de l'Allemagne, dont la publication s'étala de 1934 à 1947, va du Moyen Âge à la Renaissance. Le premier volume, où elle critique implicitement le régime fasciste, fut massacré par la critique. Seul Reinhold Schneider (de) eut le courage de louer son livre publiquement et même d'expliciter ses idées dans la rubrique philosophie religieuse du même journal, qui ne sont rien d'autre qu'une critique de la façon dont les nazis ont proclamé les Allemands « peuple élu de Dieu ». Le second volume ne parut en 1937 que dans les conditions les plus difficiles, et le troisième volume ne parut qu'en 1949 à Zürich, deux ans après la mort de l'auteure.
En 1946, elle fut reçue docteur honoris causa de l’université d'Iéna.
Elle est inhumée au cimetière principal de Francfort.

## Œuvres
- Le Dernier Été (Der letzte Sommer, 1910), éd. Viviane Hamy. Il s'agit ici d'un roman épistolaire.
- L'affaire Deruga (Der Fall Deruga, 1917), éd. Viviane Hamy (trad. Simone Saché)  (ISBN 978-2-87858-041-9), 256 p.
- Les romantiques allemands, Pandora, 1978-1979. 2 volumes.

## Poèmes en musique
Le compositeur autrichien Oskar C. Posa a mis en musique quelques-uns de ses poèmes (recueils de son opus 1 et une partie de son opus 5).